# Наумова, Лидия Андреевна
Ли́дия Андре́евна Нау́мова (4 апреля 1933, д. Новобелица, Гомель — 5 декабря 2022, Толочин) — Герой Социалистического Труда (1971), член Союзного совета колхозов, ЦК профсоюзов СССР, ЦК КПБ.

## Биография
Окончила Белорусскую сельскохозяйственную академию в 1957 году. В 1957—1962 годы — агроном

 колхоза «XVIII партсъезд» Толочинского района. В 1962 году возглавила колхоз «Перамога» (с 1977 года колхоз им. Ленина) Толочинского района. И посевные площади увеличились до 3,5 тысячи гектаров. В конце семидесятых в хозяйстве уже получали свыше 40 центнеров зерновых с гектара, животноводы сдавали по 1,5 тысячи тонн свинины в год. В 1971 году удостоена звания Героя Социалистического Труда. 15 лет была членом Союзного совета колхозов, входила в ЦК профсоюзов СССР, дважды избиралась в ЦК КПБ.
Скончалась 5 декабря 2022 года.

## Награды
- орден Трудового Красного Знамени (23.11.1966)
- Герой Социалистического Труда (медаль «Серп и Молот» и орден Ленина; 8.4.1971)
- орден Октябрьской Революции (27.12.1976)
- орден Дружбы народов
- орден «Знак Почёта»
- Медали ВДНХ СССР
- Почётный гражданин Толочинского района (2010)[2].